# Park Chan-yeol
Chanyeol (ur. 27 listopada 1992 w Seulu) właśc. Park Chan-yeol (hangul: 박찬열) lepiej znany pod pseudonimem Chanyeol, jest Południowokoreańskim raperem, piosenkarzem, autorem tekstów, aktorem i modelem. Jest członkiem południowokoreańsko-chińskiej grupy Exo, podgrupy Exo-K i podjednostki Exo-SC. Oprócz działalności w zespole wystąpił także w dramach telewizyjnych i filmach, takich jak So I Married an Anti-fan (2016) i Secret Queen Makers (2018).

## Wczesne życie
Park Chan-yeol urodził się w Seulu w Korei Południowej. Uczęszczał do Hyundai High School w Apgujeong-dong w Seulu. Ma starszą siostrę Park Yoo-ra, która jest byłą spikerką w południowokoreańskiej stacji nadawczej YTN i MBC. Chanyeol został przyjęty do prywatnej instytucji aktorskiej w wieku szesnastu lat, gdzie zaprzyjaźnił się z P.O z Block B.
Po obejrzeniu "School of Rock" w szkole podstawowej, Chanyeol zainteresował się muzyką i wkróce zaczął grać na perkusji. Chanyeol chcał zostać piosenkarzem po wysłuchaniu "Unconditional Kismet" Yoo Young-jin.